# Aleksandra Piłsudska
Aleksandra Piłsudska ze Szczerbińskich (ur. 12 grudnia 1882 w Suwałkach, zm. 31 marca 1963 w Londynie) – polska działaczka niepodległościowa, służyła w Legionach Polskich, odznaczona Orderem Virtuti Militari, działaczka PPS i POW, druga żona Józefa Piłsudskiego.

## Życiorys

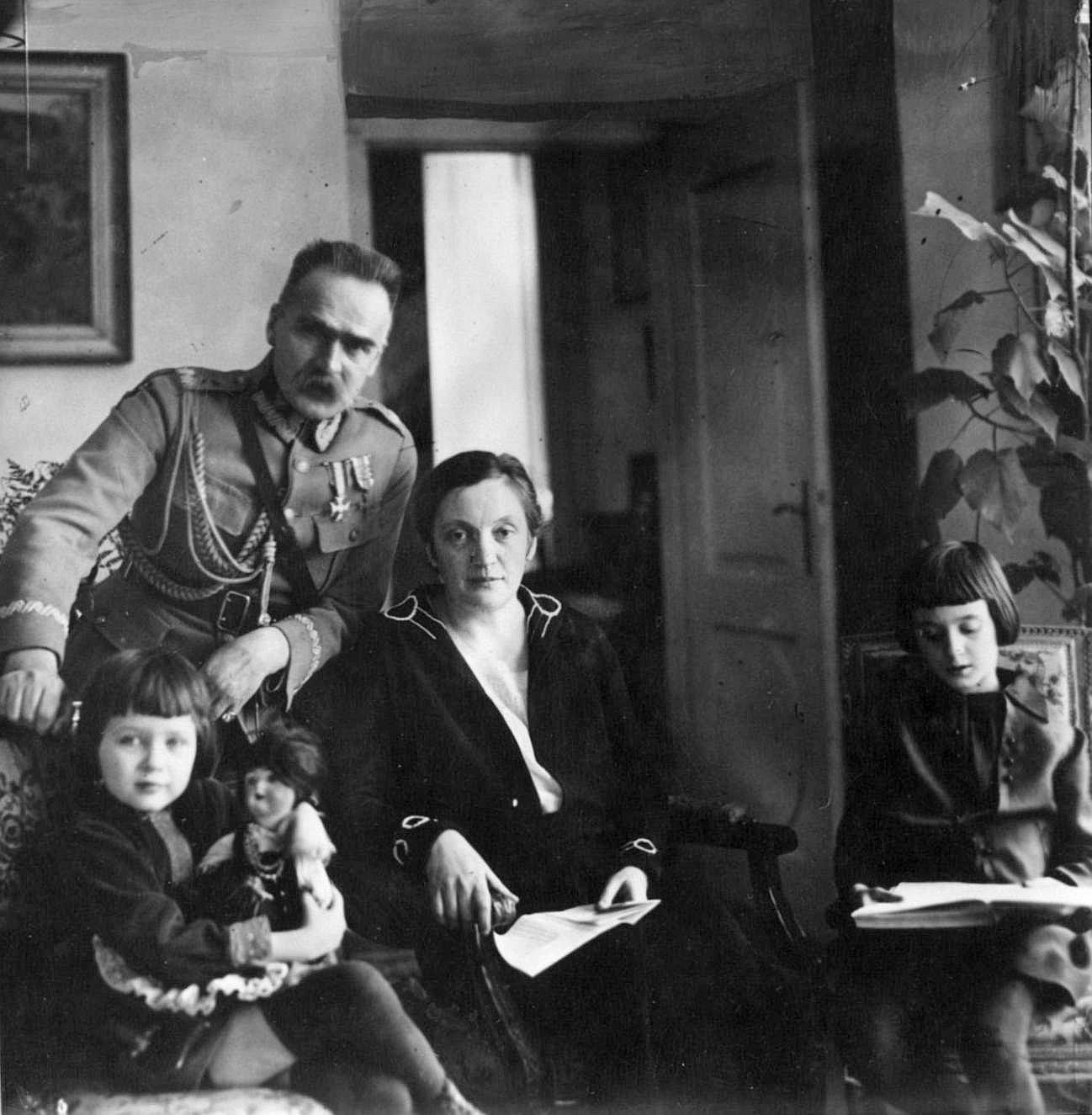
Aleksandra i Józef Piłsudscy z córkami: Wandą i Jadwigą

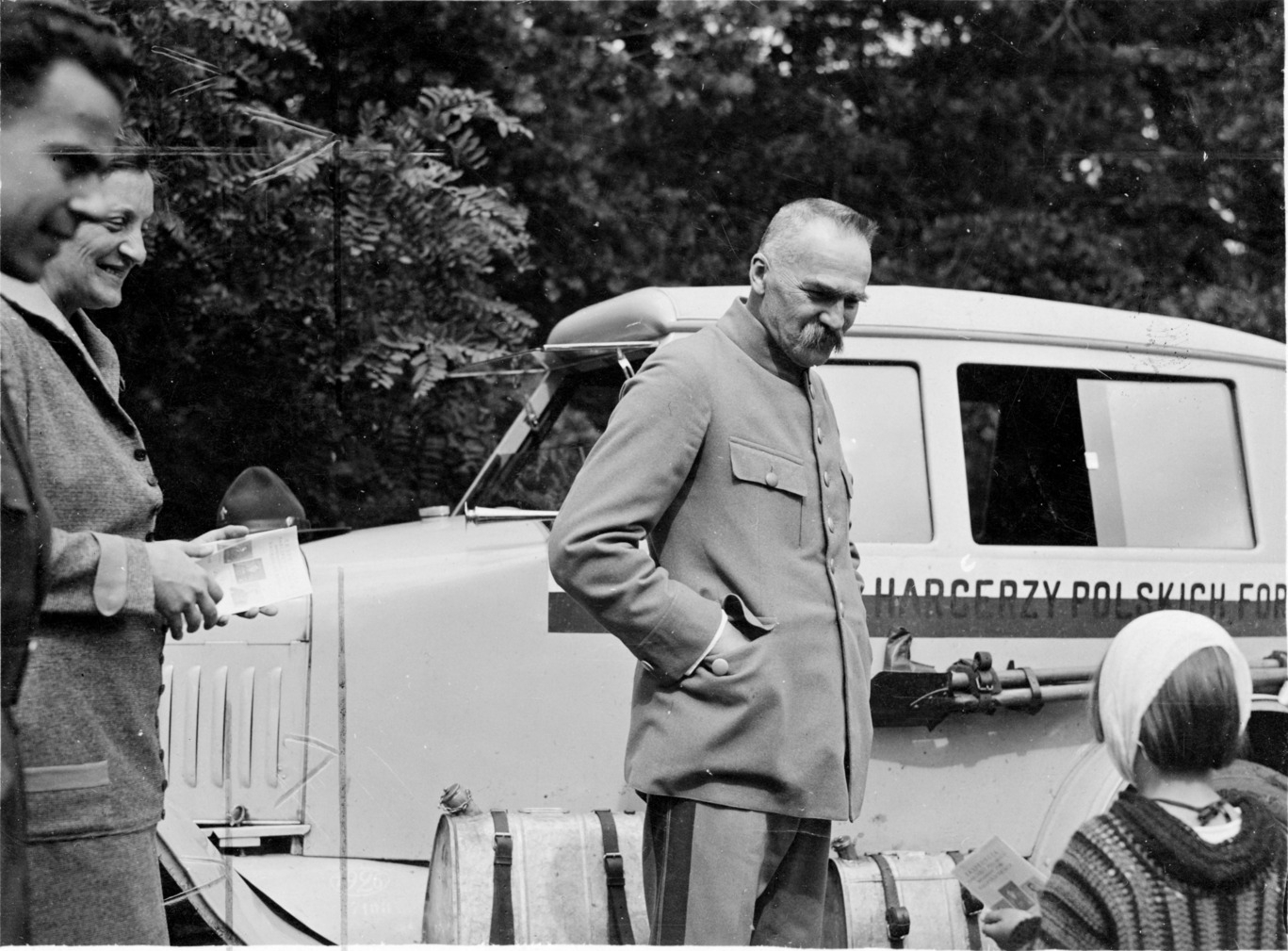
Aleksandra Piłsudska z mężem w Sulejówku

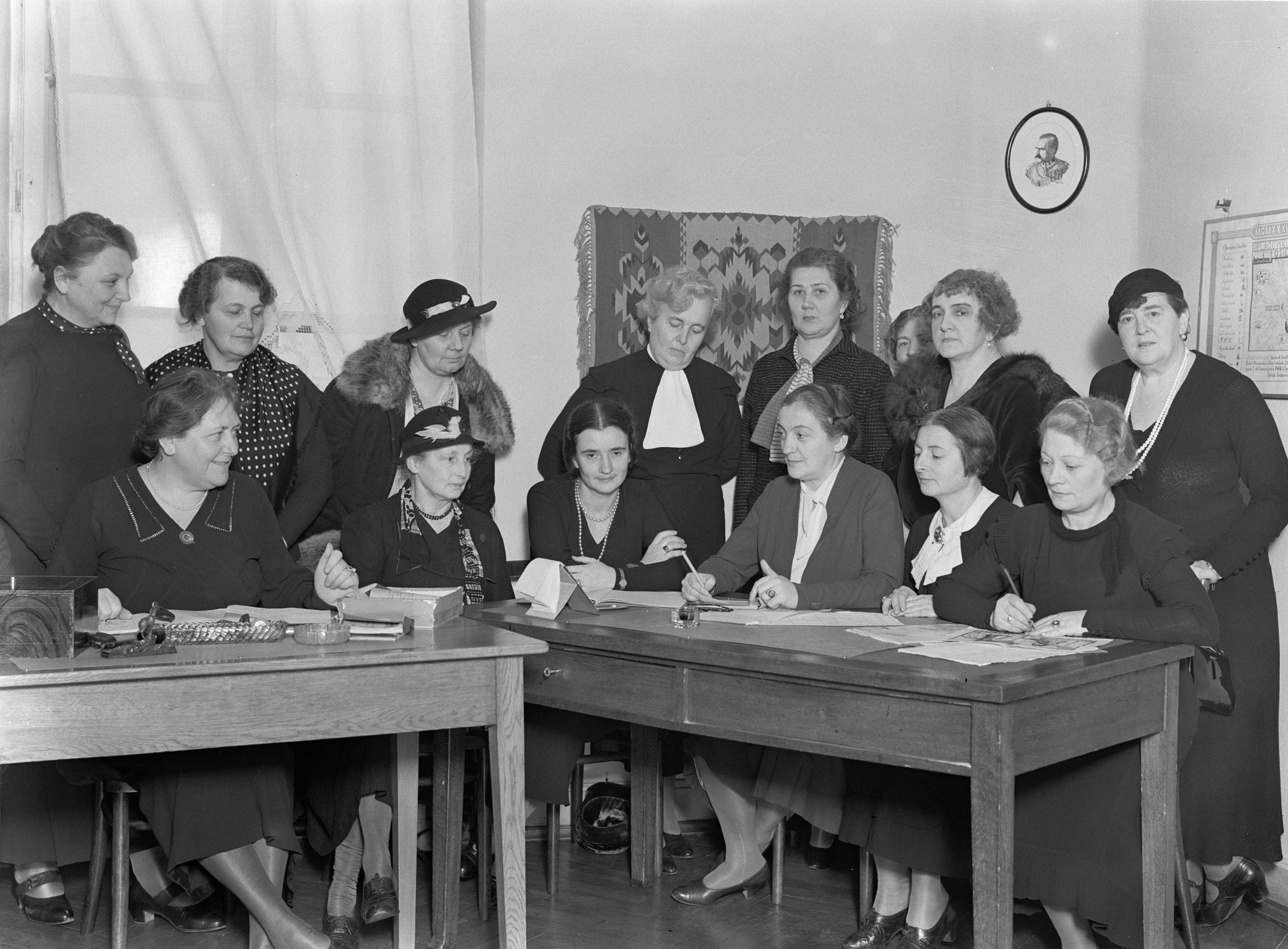
Aleksandra Piłsudska (trzecia od prawej w dolnym rzędzie) na spotkaniu dam wchodzących w skład organizacji zajmującej się losem sierot i bezdomnych dzieci, ofiar I wojny światowej (1934)

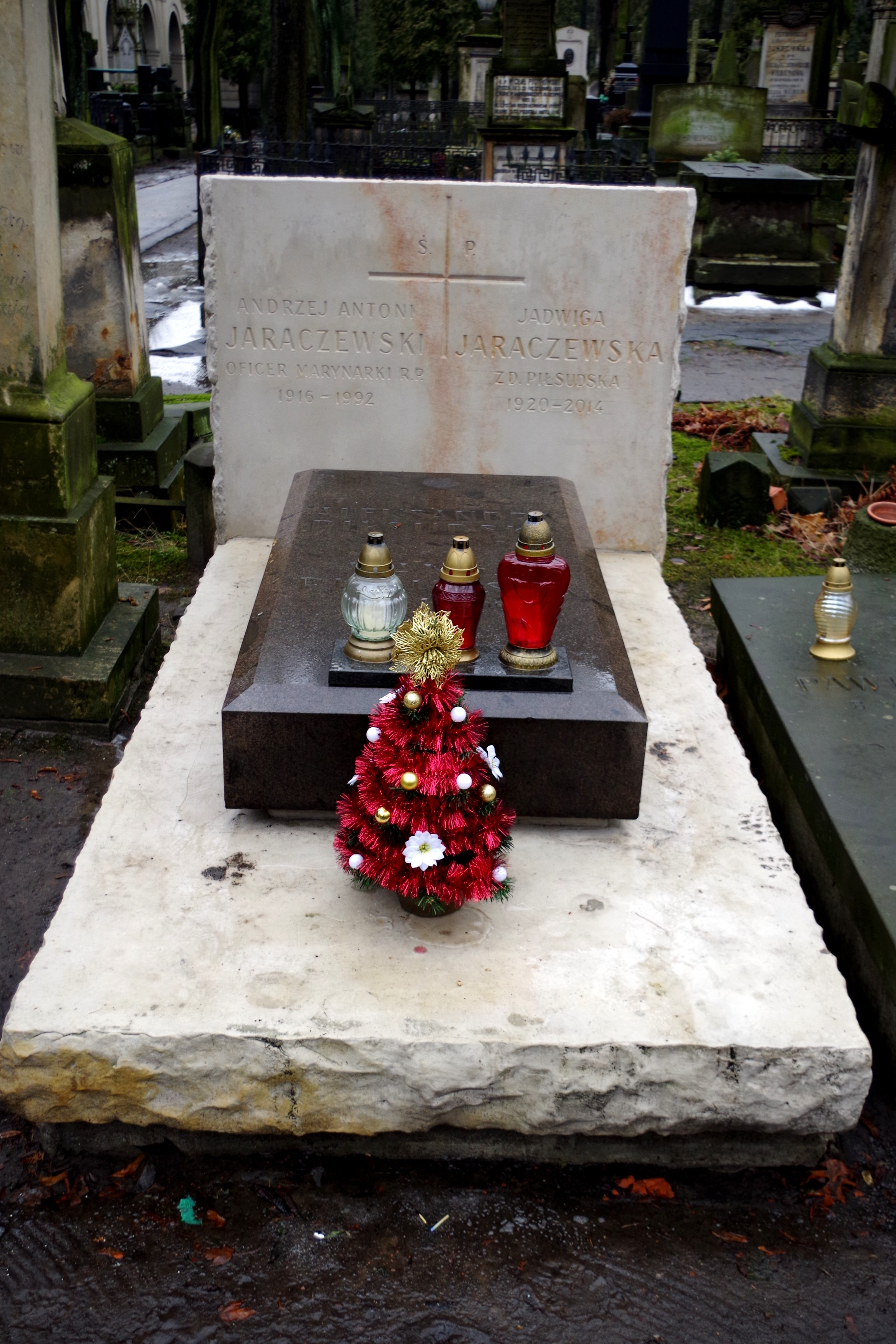
Grób Aleksandry, Jadwigi i Wandy Piłsudskich oraz kapitana Andrzeja Jaraczewskiego na cmentarzu Powązkowskim w Warszawie

Jej rodzicami byli Piotr Paweł Szczerbiński (ur. 30 czerwca 1846 w Suwałkach, zm. 25 marca 1896 tamże), urzędnik magistratu, syn Michała i Anny z Dormejków, oraz Julia Jadwiga (ur. 14 kwietnia 1852, zm. 25 stycznia 1894 w Suwałkach), córka Stanisława Zahorskiego i Karoliny z Truskolaskich. Po śmierci rodziców jej wychowaniem zajęły się babka Karolina Zahorska i ciotka Maria Zahorska. W 1901 ukończyła gimnazjum w Suwałkach, po czym w latach 1901–1904 uczęszczała w Warszawie na kursy handlowe J. Siemiradzkiej, a ponadto studiowała na Uniwersytecie Latającym. W 1903 rozpoczęła pracę urzędniczki w fabryce wyrobów skórzanych na warszawskiej Woli.
W 1904 wstąpiła do PPS. Brała udział w wielu akcjach bojowych, w tym w akcji pod Bezdanami i w napadzie na bank Państwowy w Kijowie. W 1907 została aresztowana przez policję rosyjską w Warszawie, jednak zwolniona z braku dowodów. Następnie udała się do Kijowa. Józefa Piłsudskiego poznała w maju 1906. Przeniosła się do Lwowa, gdzie pracowała w biurze fabrycznym. Nawiązała współpracę ze Związkiem Strzeleckim oraz współtworzyła Towarzystwo Opieki nad Więźniami Politycznymi. Z okresu działalności w PPS przylgnęło do niej na lata określenie „towarzyszka Ola”.
Po wybuchu I wojny światowej wstąpiła do Legionów Polskich i 6 sierpnia 1914 została przydzielona do oddziału wywiadowczo-kurierskiego I Brygady Legionów Polskich, była komendantką kurierek legionowych. Po rozwiązaniu oddziału działała w konspiracji na terenie okupacji pruskiej, przechowując broń i przewożąc literaturę. Działała w POW, za co została aresztowana przez Niemców w grudniu 1915. Była internowana w obozie w Szczypiornie. Została zwolniona po akcie 5 listopada 1916. Wróciła do Warszawy, gdzie pracowała jako urzędniczka w biurze suszarni jarzyn. Od 1917 do 1918 pracowała w POW, jako kurierka materiałów wybuchowych i jako wywiadowca.
7 lutego 1918 Aleksandra urodziła córkę Wandę (zm. 16 stycznia 2001), a 28 lutego 1920 drugą córkę Jadwigę (zm. 16 listopada 2014). Piłsudski nie mógł się z nią ożenić, bo jego żona Maria Piłsudska nie zgadzała się na rozwód. Po 15 latach bliskiej znajomości ślub z Józefem Piłsudskim odbył się 25 października 1921 w Belwederze. Stało się to dopiero po śmierci Marii 17 sierpnia 1921, kiedy Józef Piłsudski był Naczelnikiem Państwa.
Józef i Aleksandra Piłsudscy mieszkali w willi Milusin w podwarszawskim Sulejówku. Piłsudski spędził zimę 1930/1931 na Maderze w towarzystwie m.in. lekarki Eugenii Lewickiej, z którą łączyły go zażyłe stosunki. Aleksandra Piłsudska mocno przeżyła ten romans męża (jak twierdziła jej najbliższa przyjaciółka Janina Prystorowa „Ola jest struta, zmartwiona, na wpółprzytomna”). Po powrocie z Madery Aleksandra Piłsudska zażądała od męża zerwania wszelkich stosunków z Lewicką, co też się stało (Lewicka zaszczuta, upokorzona i załamana popełniła samobójstwo).
Piłsudska prowadziła szeroką działalność honorową i społeczną. Od 1926 zasiadała w Kapitule Orderu Virtuti Militari. Po 1926 zajmowała się pozyskiwaniem finansów dla stowarzyszenia „Nasz Dom”, które prowadziło zakład dla sierot. Została honorową członkinią i przewodniczącą założonego w 1925 Stowarzyszenia „Rodzina Wojskowa” (otrzymała legitymację nr 1). W tej organizacji organizowała w Warszawie przedszkola i szkoły powszechne dla rodzin wojskowych. Do 1939 była przewodniczącą zarządu Komitetu Opieki nad Najbiedniejszymi Mieszkańcami Warszawy „Osiedle”. W stowarzyszeniu „Osiedle” wspierała mieszkańców baraków dla bezdomnych w Warszawie, a w towarzystwie „Opieka” zakładała świetlice z bibliotekami dla młodzieży. Działała także w Unii Obrończyń Ojczyzny, organizacji utrzymującej łączność między kombatantami pierwszej wojny światowej. Współredagowała dwa tomy wspomnieniowe uczestniczek działań niepodległościowych. Do 1939 pełniła funkcję przewodniczącej głównej komisji rewizyjnej obywatelskiego Komitetu Akcji Pomocy Zimowej; w tym charakterze gościła w Łodzi w pierwszych dniach maja 1939 roku.
Po wybuchu II wojny światowej, agresji Niemiec i agresji ZSRR na Polskę 1939 Aleksandra wraz z córkami Wandą i Jadwigą ewakuowała się do Wilna, dalej do Kowna na Litwie, a następnie, po rozpoczęciu okupacji Wilna, do Rygi, po czym odleciała rejsowym samolotem szwedzko-sowieckiego towarzystwa lotniczego z Łotwy do Szwecji, a następnie samolotem specjalnym do Londynu. Na emigracji brała udział w akcjach charytatywnych, wstąpiła do Ligi Niepodległości Polski i zaangażowała się w działalność Instytutu Józefa Piłsudskiego, w którym kierowała sekcją badań historycznych, upowszechniającą wiedzę o działalności kobiet na rzecz niepodległości Polski.   
Zmarła 31 marca 1963. Została pochowana na cmentarzu North Sheen. 28 października 1992 jej prochy zostały złożone w grobowcu rodzinnym na cmentarzu Powązkowskim w Warszawie (kwatera 6-2-29).
Po jej śmierci, wiosną 1963 z inicjatywy gen. Kazimierza Sosnkowskiego powstał Fundusz Wydawniczy im. Aleksandry Piłsudskiej.

## Ordery i odznaczenia
- Krzyż Srebrny Orderu Wojskowego Virtuti Militari nr 6110 – 17 maja 1922[21][22][23][1] „za męstwo i hart ducha wykazane w pracy niepodległościowej”
- Wielka Wstęga Orderu Odrodzenia Polski – 11 listopada 1937 „za wybitne zasługi na polu pracy społecznej”[24][1]
- Krzyż Komandorski z Gwiazdą Orderu Odrodzenia Polski – 8 listopada 1930 „za zasługi w pracy na polu opieki nad dziećmi”[25][1]
- Krzyż Komandorski Orderu Odrodzenia Polski – 10 listopada 1928 „za wybitne zasługi na polu pracy niepodległościowej i społecznej”[26][1]
- Krzyż Niepodległości z Mieczami – 6 listopada 1930 „za pracę w dziele odzyskania niepodległości”[27][1]
- Krzyż Walecznych[1]
- Złoty Krzyż Zasługi – 9 listopada 1932 „za zasługi na polu pracy społecznej”[28][1]
- Krzyż Siedemdziesięciolecia Powstania Styczniowego – 1933[29]
- Odznaka Honorowa Polskiego Czerwonego Krzyża I stopnia – 1935[30]
- Złota Odznaka Honorowa Ligi Obrony Powietrznej i Przeciwgazowej I stopnia[31]

## Upamiętnienie
Uchwałą Sejmu RP IX kadencji z 22 lipca 2022 zdecydowano o ustanowieniu roku 2023 Rokiem Aleksandry Piłsudskiej. Patronce roku 2023 poświęcono wydanie specjalne „Kroniki Sejmowej”.
8 listopada 2024 w Szkole Podstawowej nr 2 w Suwałkach odsłonięto  popiersie patronki Aleksandry Piłsudskiej.